# Norrköpings Orienteringskommitté
Norrköpings orienteringskommitté, NOK, är en sammanslutning av orienteringsklubbar inom Norrköping kommun. De klubbar som idag är anslutna till NOK är Matteus SI, NAIS Orientering, IFK Norrköping OF, GoIF Tjalve, OK Denseln, OK Kolmården.